# Jacopo Silvestri
Jacopo Silvestri (Firenze, XV secolo – XVI secolo) è stato un crittografo italiano.

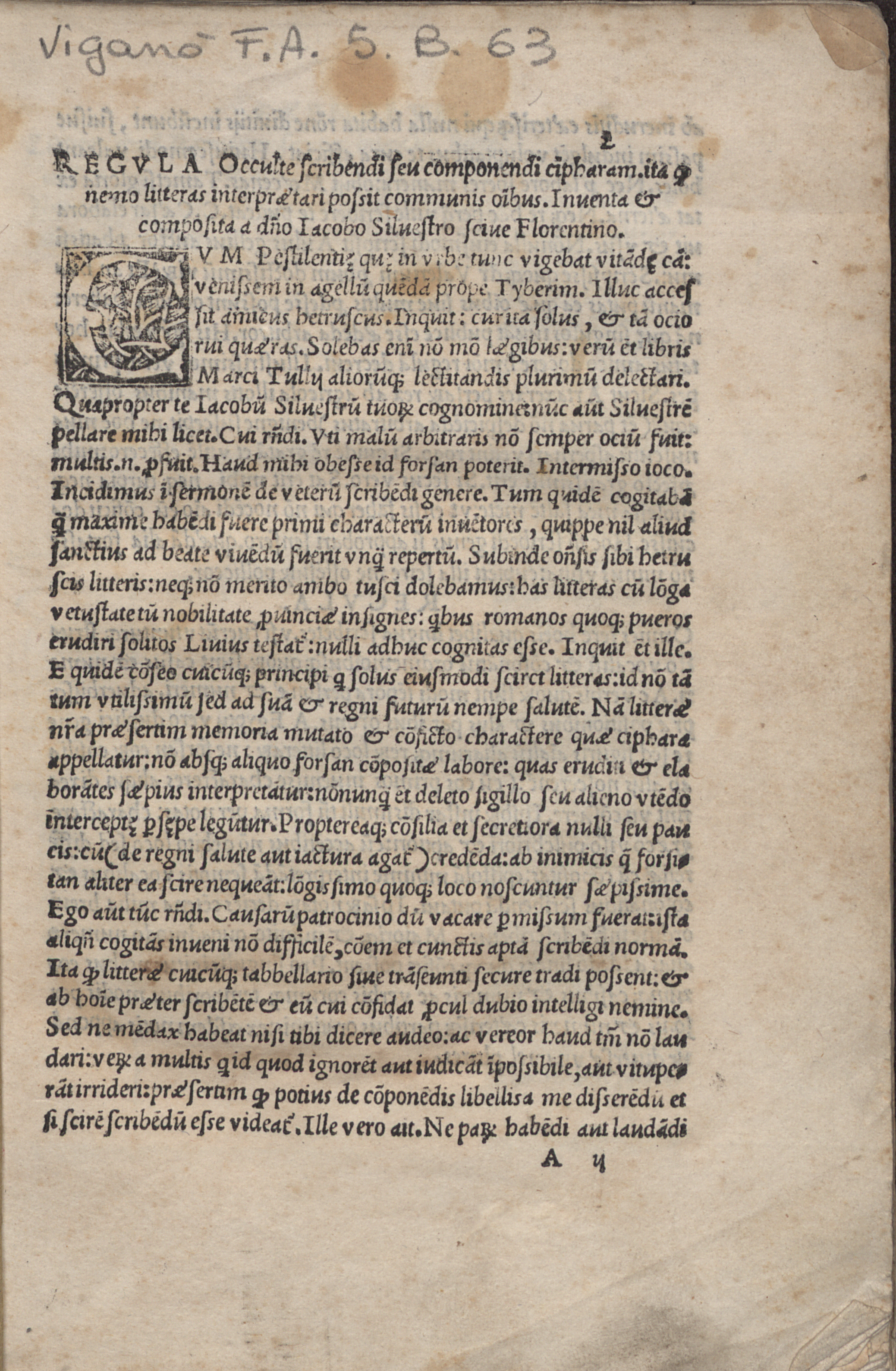
Opus novum praefectis arcium

Le poche informazioni sulla sua vita si ricavano direttamente da quanto egli stesso scrive nella sua opera, l'Opus novum che è considerata la seconda opera sulla crittografia fino ad allora pubblicata.

## Opere
- (LA) Jacopo Silvestri, Opus novum praefectis arcium, 1526.